# Luke Kornet
Luke Francis Kornet, né le 15 juillet 1995 à Lexington au Kentucky, est un joueur américain de basket-ball. Il évolue au poste de pivot chez les Spurs de San Antonio, au sein de la National Basketball Association (NBA). Au niveau universitaire, il a évolué pour les Commodores de Vanderbilt. Il est le meilleur contreur de l'histoire de son université et détient le record de la NCAA pour le plus grand nombre de paniers à trois points inscrits par un joueur mesurant au moins 2,13 m.

## Biographie

### Carrière universitaire
Kornet a obtenu en moyenne 8,9 points, 4,8 rebonds et 1,64 contre en 24,1 minutes, pour un total de 128 matchs au cours son expérience de quatre ans à l’Université Vanderbilt. Au cours de sa dernière année avec Commodores, il a obtenu en moyenne 13,2 points, 6,2 rebonds et 2 contres en 35 titularisations, obtenant les honneurs de la SEC All-Defensive Team. Il détient le record de la NCAA pour le plus grand nombre de paniers à trois points inscrits par un joueur mesurant au moins 2,13m, et il est le meilleur contreur de l'histoire de l'université avec 210 contres. Le 12 janvier 2016, Kornet établit le record de l'université avec 10 tirs contrés et enregistre le second triple-double de l’histoire de Vanderbilt, en plus de 11 points et 11 rebonds, permettant aux Commodores de battre Auburn, 75-57.

### Carrière professionnelle

#### Knicks de New York (2017-2019)
Le 22 juin 2017, automatiquement éligible à la draft 2017 de la NBA, il n'est pas sélectionné. Dans la foulée, il est sélectionné par les Knicks de New York pour participer à la NBA Summer League 2017. Le 3 juillet 2017, il signe un two-way contract avec les Knicks. Le 8 février 2018, en présence de ses parents, Kornet fait ses débuts dans la National Basketball Association contre les Raptors de Toronto, à Toronto. Il termine avec un double-double, enregistrant 11 points et 10 rebonds en 22 minutes, devenant ainsi le deuxième rookie de l’histoire des Knicks à commencer sa carrière avec un double-double. Il a également terminé avec 4 contres, faisant de lui le premier joueur de l’histoire de la NBA à inscrire 3 paniers à trois points et réaliser 4 contre pour ses débuts.
Le 6 juillet 2018, il signe un nouveau contrat avec les Knicks. Entre le 5 novembre 2018 et le 28 mars 2019, il est envoyé à de nombreuses reprises en NBA Gatorade League chez les Knicks de Westchester, afin de se développer. Le 9 avril 2019, Kornet enregistre un double-double avec 12 points, 13 rebonds et un record en carrière de 6 contres dans une victoire des Knicks contre les Bulls de Chicago.

#### Bulls de Chicago (2019-2021)
Le 2 juillet 2019, il s'engage deux saisons aux Bulls de Chicago avec un contrat à hauteur de 4,5 millions de dollars.

#### Celtics de Boston (2021)
Le 25 mars 2021, il est transféré aux Celtics de Boston dans un échange à trois équipes impliquant également les Wizards de Washington. Il re-signe en octobre 2021, un contrat pour le camp d'entraînement en amont de la saison régulière mais est libéré avant de démarrer la saison.

#### Passages aux Celtics du Maine (2021-2022)
Le 23 octobre 2021, il fait partie de l'équipe des Celtics du Maine, équipe de la NBA Gatorade League, affiliée aux Celtics de Boston. En 10 matchs, il enregistre des moyennes de 11,9 points, 7,5 rebonds, 3,9 passes décisives et 2,7 contres en 27,4 minutes par match.
Il fera une nouvelle apparition pour le Maine, plus tard dans la saison à partir du 14 janvier 2022.

#### Cavaliers de Cleveland (2021-2022)
En décembre 2021, il signe un contrat de 10 jours en faveur des Cavaliers de Cleveland.

#### Bucks de Milwaukee (2022)
Début janvier 2022, il signe pour 10 jours en faveur des Bucks de Milwaukee.

#### Retour aux Celtics de Boston (2022-2025)
Le 13 février 2022, il est de retour aux Celtics de Boston, via un contrat expirant à la fin de la saison. Il atteint pour la première fois de sa carrière, avec l'équipe des Celtics, les Finales NBA 2022 mais s'incline face aux Warriors de Golden State.
Le 1er juillet 2023, il signe un nouveau contrat avec les Celtics. Il est remarqué en début de saison, par sa technique défensive de dissuasion, sautant proche du cercle, afin de masquer le panier pour l'attaquant adverse lors de sa prise de tir.

#### Spurs de San Antonio (depuis 2025)
Début juillet 2025, il s'engage avec les Spurs de San Antonio.

## Palmarès

### NBA
- Champion NBA en 2024 avec les Celtics de Boston.

## Vie privée
Kornet est le fils de l'ancien joueur de Vanderbilt et de la NBA Frank Kornet. Sa sœur Nicole a joué au basket-ball à Oklahoma et à UCLA.
Kornet est un fervent catholique et tient un blog sur les églises qu'il a visitées au cours de sa carrière de joueur.  Il est marié à sa femme Tierney et a deux enfants en 2022.

## Statistiques

### Universitaires
Les statistiques de Luke Kornet en matchs universitaires sont les suivantes :
| Saison    | Équipe     | Matchs | Titul. | Min./m | % Tir | % 3pts | % LF | Rbds/m. | Pass/m. | Int/m. | Ctr/m. | Pts/m. |
| --------- | ---------- | ------ | ------ | ------ | ----- | ------ | ---- | ------- | ------- | ------ | ------ | ------ |
| 2013-2014 | Vanderbilt | 30     | 2      | 15,3   | 34,4  | 23,6   | 53,3 | 2,27    | 0,77    | 0,30   | 0,57   | 3,97   |
| 2014-2015 | Vanderbilt | 35     | 14     | 21,6   | 49,5  | 40,0   | 76,4 | 3,43    | 1,06    | 0,20   | 1,09   | 8,69   |
| 2015-2016 | Vanderbilt | 28     | 25     | 27,4   | 40,3  | 28,0   | 69,0 | 7,29    | 1,46    | 0,50   | 3,00   | 8,89   |
| 2016-2017 | Vanderbilt | 35     | 35     | 31,5   | 40,6  | 32,7   | 85,7 | 6,20    | 1,20    | 0,54   | 2,03   | 13,23  |
| Total     | Total      | 128    | 76     | 24,1   | 41,7  | 32,0   | 77,9 | 4,76    | 1,12    | 0,38   | 1,64   | 8,87   |

### Professionnelles
Les statistiques de Luke Kornet en NBA sont les suivantes :

#### Saison régulière
| Saison    | Équipe    | Matchs | Titul. | Min./m | % Tir | % 3pts | % LF | Rbds/m. | Pass/m. | Int/m. | Ctr/m. | Pts/m. |
| --------- | --------- | ------ | ------ | ------ | ----- | ------ | ---- | ------- | ------- | ------ | ------ | ------ |
| 2017-2018 | New York  | 20     | 1      | 16,3   | 39,2  | 35,4   | 72,7 | 3,20    | 1,30    | 0,30   | 0,80   | 6,70   |
| 2018-2019 | New York  | 46     | 18     | 17,0   | 37,8  | 36,3   | 82,6 | 2,93    | 1,17    | 0,59   | 0,91   | 7,00   |
| 2019-2020 | Chicago   | 36     | 14     | 15,5   | 43,9  | 28,7   | 71,4 | 2,33    | 0,89    | 0,31   | 0,72   | 5,97   |
| 2020-2021 | Chicago   | 13     | 0      | 7,2    | 33,3  | 26,1   | 50,0 | 1,15    | 0,31    | 0,15   | 0,54   | 2,00   |
| 2020-2021 | Boston    | 18     | 2      | 14,1   | 47,3  | 25,0   | 50,0 | 2,89    | 1,11    | 0,11   | 1,39   | 4,44   |
| 2021-2022 | Cleveland | 2      | 0      | 7,4    | 20,0  | 0,0    | 66,7 | 1,50    | 0,50    | 0,00   | 0,50   | 2,00   |
| 2021-2022 | Milwaukee | 1      | 0      | 3,0    | 0,0   | 0,0    | 0,0  | 1,00    | 0,00    | 0,00   | 0,00   | 0,00   |
| 2021-2022 | Boston    | 12     | 0      | 7,1    | 57,1  | 0,0    | 66,7 | 2,08    | 0,67    | 0,25   | 0,17   | 2,17   |
| 2022-2023 | Boston    | 69     | 0      | 11,7   | 66,5  | 23,1   | 82,1 | 2,86    | 0,77    | 0,16   | 0,67   | 3,78   |
| 2023-2024 | Boston    | 63     | 7      | 15,6   | 70,0  | 100,0  | 90,7 | 4,14    | 1,06    | 0,37   | 0,97   | 5,30   |
| 2024-2025 | Boston    | 73     | 16     | 18,6   | 66,8  | 0,0    | 69,1 | 5,32    | 1,60    | 0,49   | 0,97   | 6,04   |
| Carrière  | Carrière  | 353    | 58     | 14,9   | 53,6  | 32,1   | 77,0 | 3,47    | 1,08    | 0,34   | 0,84   | 5,22   |

#### Playoffs
| Saison   | Équipe   | Matchs | Titul. | Min./m | % Tir | % 3pts | % LF  | Rbds/m. | Pass/m. | Int/m. | Ctr/m. | Pts/m. |
| -------- | -------- | ------ | ------ | ------ | ----- | ------ | ----- | ------- | ------- | ------ | ------ | ------ |
| 2021     | Boston   | 2      | 0      | 2,7    | 100,0 | 0,0    | 50,0  | 1,50    | 0,00    | 0,00   | 0,00   | 1,50   |
| 2022     | Boston   | 10     | 0      | 2,0    | 75,0  | 100,0  | 0,0   | 0,50    | 0,10    | 0,00   | 0,00   | 0,70   |
| 2023     | Boston   | 8      | 0      | 4,0    | 87,5  | 100,0  | 100,0 | 1,25    | 0,00    | 0,00   | 0,13   | 2,13   |
| 2024     | Boston   | 13     | 0      | 10,2   | 66,7  | 0,0    | 84,6  | 3,15    | 0,54    | 0,08   | 0,38   | 3,00   |
| 2025     | Boston   | 11     | 1      | 16,4   | 72,4  | 0,0    | 100,0 | 3,91    | 0,45    | 0,55   | 1,18   | 4,55   |
| Carrière | Carrière | 44     | 1      | 8,4    | 73,0  | 100,0  | 88,0  | 2,32    | 0,30    | 0,16   | 0,43   | 2,64   |

## Records sur une rencontre en NBA
Les records personnels de Luke Kornet en NBA sont les suivants, :
| Type de statistique        | Saison régulière | Saison régulière        | Saison régulière | Playoffs | Playoffs                   | Playoffs     |
| Type de statistique        | Record           | Adversaire              | Date             | Record   | Adversaire                 | Date         |
| -------------------------- | ---------------- | ----------------------- | ---------------- | -------- | -------------------------- | ------------ |
| Points                     | 25               | @ 76ers de Philadelphie | 9 février 2020   | 11       | @Heat de Miami             | 21 mai 2023  |
| Paniers marqués            | 10               | @ 76ers de Philadelphie | 9 février 2020   | 5        | Knicks de New York         | 13 mai 2025  |
| Paniers tentés             | 17               | @ Bucks de Milwaukee    | 27 décembre 2018 | 5        | 2 fois                     | 2 fois       |
| Paniers à 3 points réussis | 7                | @ Bucks de Milwaukee    | 27 décembre 2018 | 1        | 2 fois                     | 2 fois       |
| Paniers à 3 points tentés  | 13               | Heat de Miami           | 30 mars 2019     | 1        | 2 fois                     | 2 fois       |
| Lancers francs réussis     | 6                | 76ers de Philadelphie   | 13 janvier 2019  | 2        | @ Heat de Miami            | 21 mai 2023  |
| Lancers francs tentés      | 8                | 76ers de Philadelphie   | 13 janvier 2019  | 2        | 2 fois                     | 2 fois       |
| Rebonds offensifs          | 7                | @ Spurs de San Antonio  | 29 mars 2025     | 3        | @ Heat de Miami            | 21 mai 2023  |
| Rebonds défensifs          | 9                | 3 fois                  | 3 fois           | 3        | 76ers de Philadelphie      | 3 mai 2023   |
| Rebonds totaux             | 16               | @ Spurs de San Antonio  | 29 mars 2025     | 4        | 2 fois                     | 2 fois       |
| Passes décisives           | 6                | Hawks d'Atlanta         | 9 avril 2023     | 1        | @ Warriors de Golden State | 5 juin 2022  |
| Interceptions              | 5                | @ Wizards de Washington | 17 janvier 2019  | -        | -                          | -            |
| Contres                    | 6                | @ Bulls de Chicago      | 9 avril 2019     | 7        | Knicks de New York         | 13 mai 2025  |
| Balles perdues             | 3                | 5 fois                  | 5 fois           | 1        | Warriors de Golden State   | 16 juin 2022 |
| Minutes jouées             | 39               | @ Bulls de Chicago      | 9 avril 2019     | 12       | @ Heat de Miami            | 21 mai 2023  |

- Double-double : 6
- Triple-double : 0

Dernière mise à jour : 6 avril 2025

## Salaires
Les salaires de Luke Kornet en NBA sont les suivants :
| Année       | Équipe                 | Salaire     |
| ----------- | ---------------------- | ----------- |
| 2018-2019   | Knicks de New York     | 1 619 260 $ |
| 2019-2020   | Bulls de Chicago       | 2 109 375 $ |
| 2020-2021   | Celtics de Boston      | 816 781 $   |
| 2020-2021   | Bulls de Chicago       | 1 433 219 $ |
| 2021-2022   | Cavaliers de Cleveland | 102 831 $   |
| 2021-2022   | Bucks de Milwaukee     | 102 831 $   |
| 2021-2022   | Celtics de Boston      | 606 702 $   |
| 2022-2023   | Celtics de Boston      | 2 133 278 $ |
| Total Gains | Total Gains            | 8 924 277 $ |
| 2023-2024   | Celtics de Boston      | 2 413 304 $ |